# Chuadanga (Distrikt)

Lage von Chuadanga in Bangladesch

Chuadanga (Bengalisch: চুয়াডাঙ্গা) ist ein Verwaltungsdistrikt im zentralen Bangladesch, der innerhalb der Division Khulna, der übergeordneten Verwaltungseinheit, liegt. Die im Hauptstadt des Distrikts bildet die gleichnamige Stadt Chuadanga. Die Gesamtfläche des Distrikts beträgt 1157 km². Der Distrikt setzt sich aus 4 Upazilas zusammen. Chuadanga wurde 1984 zum Distrikt erklärt.
Chuadanga grenzt im Nordosten an den Distrikt Kushtia, im Nordwesten an Meherpur und im Süden und Südosten an Jhenaidah. Im Südwesten liegt der Distrikt Nadia (Teil des indischen Bundesstaat Westbengalen). Der Distrikt hat 1,1 Millionen Einwohner (Volkszählung 2011). Die Alphabetisierungsrate liegt bei 45,9 % der Bevölkerung. 97,5 % der Bevölkerung sind Muslime, 2,3 % sind Hindus und 0,1 % sind Christen.
Die Wirtschaft von Chuadanga ist überwiegend landwirtschaftlich geprägt. Der Anbau von Baumwolle spielt eine wichtige Rolle. Neben der Landwirtschaft erlebt der Distrikt jetzt ein industrielles Wachstum (vorwiegend im Textilsektor und der Nahrungsmittelverarbeitung). Die Funktionen des Einzelhandels werden vorwiegend von kleinen Läden und traditionellen Basaren erfüllt. Laut der Volkszählung von 2011 arbeiten 66,1 % der Arbeitskräfte in der Landwirtschaft, 27,8 % im Dienstleistungssektor (meist in informellen Verhältnissen) und 6,1 % in der Industrie.
Unter britischer Herrschaft war Chuadanga eine Unterabteilung des Distrikts Nadia. Während der britischen Herrschaft beteiligten sich die Menschen in Chuadanga an mehreren Aufständen gegen die Kolonialherren. Während des Bangladesch-Krieges von 1971 war Chuadanga der Schauplatz einiger früher Schlachten zwischen der pakistanischen Armee und den Bengalischen Aufständischen. Insgesamt mehr als 100 Schlachten fanden hier statt. Chuadanga wurde schließlich am 7. Dezember 1971 von der pakistanischen Armee befreit.
Chuadanga ist mit vier seiner in der Nähe liegenden Distrikten (Kushtia, Jessore, Jhenidah und Meherpur) über Distriktstraßen und mit Jessore und Kushtia durch die Eisenbahn verbunden. Das Gebiet ist über drei Landesstraßen und der Eisenbahn mit dem Rest des Landes verbunden.